# Amanita hemibapha
“”
Amanita hemibapha é um fungo que pertence ao gênero de cogumelos Amanita na ordem Agaricales. Encontrado no sudeste asiático e na Oceania, é um cogumelo comestível.